# Paul van Liempt
Paul van Liempt (14 maart 1962) is een Nederlands journalist.

## Biografie
Hij studeerde culturele antropologie en journalistiek. Vanaf zijn laatste studiejaar ging hij voor het Parool schrijven. Kort daarna voor vakblad De Journalist, Binnenlands Bestuur, de Varagids, Broadcast Magazine (columns en interviews) en radiostation AmsterdamFM, met een wekelijkse talkshow vanuit café Schiller in Amsterdam. (Voor Het Parool schreef hij 24 jaar lang, waarvan zeventien jaar met grote interviews op zaterdag en zeven jaar lang columns op de mediapagina op dinsdag.)
Hij maakte ook tien jaar lang maandelijkse interviews vanuit het intieme Parool-theater aan de Pieterspoortsteeg. In 1996 werkte hij een half jaar voor Voetbal International, met wekelijkse (media) interviews en een jaar later presenteerde hij de ochtendshow op Talkradio 1395 AM (10.00-13.00), direct na de show van Theo van Gogh en Frederique Spigt. Voor het latenightprogramma een jaar later (23.00-01.00) werd hij genomineerd voor de Marconi Award. Tussen 1999 en 2005 maakte hij voor Vrij Nederland de wekelijkse rubriek Laag Water/Bij Ons in Holland, het wekelijkse actuele interview Spiegelbeeld en maakte hij interviews en Coverstory's, met inside verhalen over de VPRO en NRC Handelsblad. Na TalkRadio maakte hij ook een jaar lang interviewprogramma's op het toenmalige Radio 5 voor de VARA (Punch) en de VPRO (De Avonden).
Daarna werkte hij voor Volkskrant Magazine en de Volkskrant (media). In het weekend maakte hij programma's voor BNR: op zaterdag discussieprogramma Café Vondel (12.00-13.00), in het jaar waarin BNR als zender de Zilveren Reiss Microfoon won, op zondag tussen 17.00-19.00 een magazine over politiek en cultuur en op donderdag Late Night programma BNR Laat. Hij was, van 2007 tot 2015, 8 jaar lang presentator van het ochtendprogramma Paul van Liempt op BNR (ruim tweeduizend uitzendingen). En op maandagavond van het discussieprogramma met publiek Newsroom (BNR en FD), vanuit het auditorium bij Dauphine in Amsterdam. In die periode maakte hij dagelijkse programma's vanuit Londen (Olympische  Spelen), Zwitserland (EK Voetbal), de milieutop in Kopenhagen, een programma vanuit de boardroom van het toen nieuwe voetbalstadion in Kiev en vanuit Warschau, over de EU. Aan omroep Llink (NPO 2) werd hij uitgeleend voor een reportage-periode in West-Afrika, uitmondend in het tv-programma 'Paul van Liempt in Sierra Leone.' Hij mocht ook het debat in Carré op RTL 4 leiden, na het verkiezingsdebat. Hij schreef in deze tijd ook zes jaar lang met enige regelmaat grote interviews op zaterdag voor Het Financieele Dagblad.
Vanaf 7 september 2015 tot september 2018 werkte Van Liempt voor RTL Z, waar hij onder meer de dagelijkse talkshow Van Liempt Live presenteerde (in totaal bijna vierhonderd uitzendingen). In 2016 en 2017 maakt hij het wekelijkse programma Van Liempt 1-op1. Portretterende interviews van een uur met smaakmakers uit de wereld van het bedrijfsleven, de sport, de cultuur en de wetenschap. In diezelfde periode presenteerde hij de dagelijkse show @Z. In zijn derde jaar bij RTL Z maakte hij een reeks Podcast Interviews vanuit de Green Room van hotel Schiller onder de naam Van Liempt één-op-één. En schreef hij wekelijkse columns voor RTL Z online.
Sinds 1 november 2016 presenteert hij (onregelmatig) een programma over bedrijfsovernames (De Overname) op BNR. En het programma Juridische Zaken tot 2021. Soms presenteert hij The Friday Move, BNR's Big Five, Zakendoen, De Wereld, Boekestijn en De Wijk en sinds maart 2020 podcast De Strateeg. Over wereldwijde trends, geopolitiek en de impact daarvan op Nederland.
Hij schreef de boeken Over televisie, Een goed stel (2005) en Het verhaal achter de Miljonair Fair (2007). En het boek De Nederlandse droom (2008), over onderwijs in Nederland, met aandacht voor stapelaars/doorstromers. Samen met oud-BNR-collega Paul van Gessel schreef Van Liempt het boekje Bye bye babyboomers (2010). In september 2015 verscheen Geen vak voor bange mensen, dat hij samen schreef met Bernard Hammelburg.

## Internet-activiteiten
Na RTL Z ging hij (naast BNR) aan de slag bij Duurzaam Bedrijfsleven.nl / ChangeInc. Daarvoor maakt hij de wekelijkse podcast Green Leaders vanuit CS Vondel, interviews van drie kwartier met CEO's. Sinds januari 2021 maakt hij wekelijkse podcastinterviews met 'Changemakers', richtinggevers aan de toekomsteconomie. Hij schrijft een wekelijkse column over leiderschap en maakt elke maand The Big Read for the Weekend, lange, geschreven interviews met grote spelers uit de wereld van innovatie en clean technology.
Sinds april 2022 presenteert hij de podcastserie Gesprekken aan de Amstel, waarin CEO's over hun werkwijze spreken. Met Quintin Schevernels maakte hij tussen januari en maart 2023 de 10-delige podcastserie Suits & Hoodies, over het Geheim van de succesvolle start-up, als vervolg op het gelijknamige boek.
In mei 2022 kwam zijn boek 'Misdaad en straf in de polder. Het OM aan het woord' uit. Een uitvoerig verhaal van binnenuit over het Openbaar Ministerie.
Samen met filosoof Ad Verbrugge is hij oprichter van Voor De Ommekeer, de voorloper van het YouTubekanaal De Nieuwe Wereld. Voor dit interviewplatform maakte hij tot oktober 2021 acht tot tien verdiepende interviews per maand (video en podcast). Sinds september 2023 is hij initiatiefnemer en interviewer van het Youtubekanaal Nieuwe Ankers.
- International Standard Name Identifier: 0000 0000 3560 1499
- Library of Congress Control Number: n2005048096
- Nederlandse Thesaurus van Auteursnamen: 07464520X
- Virtual International Authority File: 36325666
- WorldCat: E39PBJwhyvP4vfx4Btkh7JTfv3